# Médersa Ismoilxoja
 (décembre 2023).
La médersa Ismoilxoja est une médersa située dans la région de Boukhara. Elle n'existe plus. 

## Histoire
Elle est construite en 1822-1823 par Muhammad Sobirxoja, fils de Sayyid Muhammadxoja, dans la ruelle Muhammadyor Ttaliq (en ouzbek : guzar), pendant le règne d'Amir Haydar dans l'émirat de Boukhara. La médersa était composée de deux étages, d'un dôme, d'une cour extérieure et intérieure, ainsi que d'une mosquée. À l'ouest de la médersa Ismoilxoja, se trouvait un caravansérail connu sous le nom d'Urganjisaroy et la khanqah de Muhammadyor Ttaliq, et au sud et à l'est, il y avait des propriétés appartenant au fondateur de la médersa. L'endoweur a doté la médersa de 78,5 tanob de terres libres dans le cimetière Anjurjoʻy Xoja Yakshanba, de 100 tanob de terres dans le cimetière Kabutarxona de la région de la ville de Boukhara, de trois boutiques et de deux vendeurs de graines dans la ruelle mulla Shoh. L'endoweur lui-même était le fiduciaire de la médersa. Le père de l'endoweur, Muhammad Sobirxoja, a été nommé à la mosquée située devant la médersa. Après lui, ses descendants étaient censés poursuivre ce travail. Dix chambres du côté est de la médersa Ismoilxoja étaient allouées à la famille de l'endoweur. La médersa avait un mudarris portant un turban blanc qui enseignait aux étudiants. Il existe également des documents relatifs au mudarris de la médersa. Mulla Abdurauf était un mudarris à la médersa Ismoilxoja, et son salaire était de 100 pièces d'or. Au début du XXe siècle, mulla Abdukarimbek enseignait aux étudiants à la médersa. 

## Structure
Sadri Ziyo a écrit qu'il y avait 33 chambres dans cette médersa, tandis que la médersa Ismoilxoja était constituée de 32 chambres. Cette médersa était construite dans le style de l'architecture d'Asie centrale. Elle était construite en briques cuites, en bois, en pierre et en plâtre.